# Codice ebraico

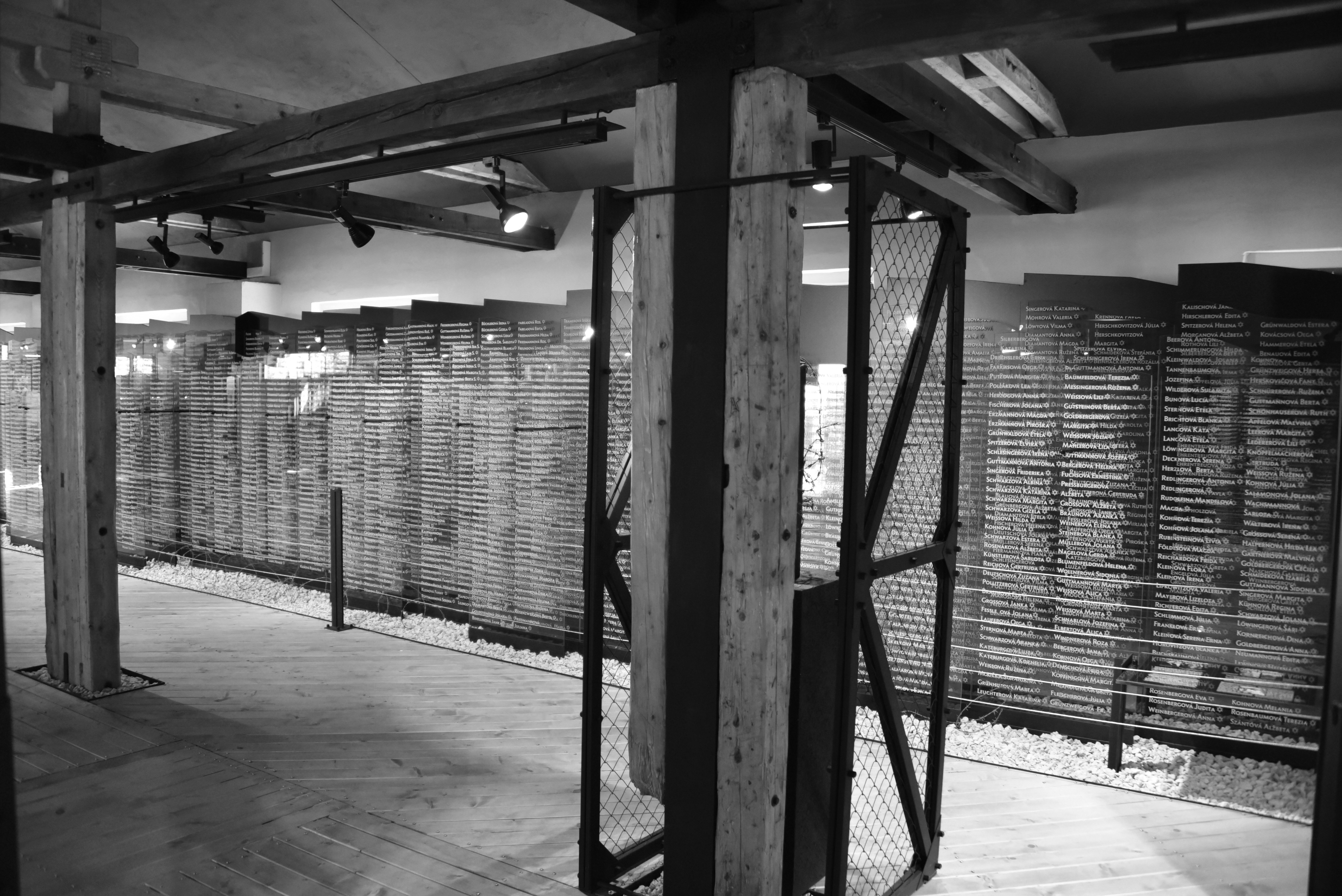
I nomi delle persone assassinate al Museo dell'Olocausto di Sereď

Il Codice ebraico (in slovacco: Židovský kódex) fu il decreto governativo del governo Tuka emanato il 9 settembre 1941, ispirato alle Leggi di Norimberga. Le norme contenute nei suoi 270 paragrafi sono state considerate dagli studiosi più crudeli e restrittive di quelle di Norimberga. Con la collaborazione tra il governo slovacco e il regime nazista, in virtù di questo codice furono assassinate oltre 60000 persone. Secondo le stime di Yad Vashem, nelle persecuzioni in Slovacchia sarebbero morti complessivamente 69500 dei circa 90000 ebrei.

## Storia
Il Codice segnò la transizione della questione ebraica in Slovacchia dalla tradizionale prospettiva religiosa a quella «razziale». Nell'ottica razziale la legge definiva ebreo ogni cittadino discendente da almeno tre nonni di fede ebraica non battezzati prima del 20 aprile 1939. Le persone così individuate dovevano indossare una stella di David gialla e perdevano i loro diritti: l'elettorato attivo e passivo, la libertà di frequentare teatri, stabilimenti balneari, parchi e altre strutture pubbliche, il diritto a lavorare come impiegati statali, come medici, ad esercitare le arti, a svolgere attività editoriali. Il matrimonio tra ebrei o meticci e non ebrei fu vietato. Chi violava tali disposizioni era punito con la reclusione da tre a cinque anni. La legge consentiva al capo dello Stato Jozef Tiso di esonerare da queste restrizioni persone benemerite o quelle da impiegare per necessità urgenti di economia nazionale.
Oltre a privare gli ebrei slovacchi dei diritti, il Codice pose le condizioni per la loro deportazione.
Secondo lo storico ed esperto dell'Europa dell'Est Jörg Konrad Hoensch, un terzo degli ebrei slovacchi fu risparmiato dalla deportazione e dallo sterminio grazie ad una distribuzione generosa di certificati di esenzione o di lettere di protezione. La storica Tatjana Tönsmeyer cita in proposito, sottoponendola a critica, la cifra di 35000 ebrei che nel 1942 sarebbero stati in possesso di tali lettere, usata più volte da storici slovacchi in esilio come Milan Stanislav Ďurica. Tale cifra proviene essenzialmente da un telegramma spedito il 26 giugno 1942 dal terzo inviato diplomatico tedesco a Bratislava Hanns Ludin al ministero degli Esteri del Reich, nel quale il funzionario dava notizia dello stallo delle deportazioni degli ebrei slovacchi ad Auschwitz. Il documento riporta testualmente:
La determinazione esatta del numero dei certificati di esenzione e delle lettere di protezione rilasciati è difficile, dato che nel dopoguerra l'archivio interessato fu più volte ispezionato e depredato dalle autorità cecoslovacche, e molti documenti importanti andarono perduti. Ernest Žabkay, difensore di Tiso davanti al tribunale del popolo nel 1947, riporta nelle sue memorie che il presidente del tribunale Igor Daxner si oppose alle indagini sul numero delle lettere di protezione effettivamente emesse.